# NGC 22
NGC 22 (również PGC 690 lub UGC 86) – galaktyka spiralna (Sb), znajdująca się w gwiazdozbiorze Pegaza w odległości około 366 milionów lat świetlnych. Odkrył ją Édouard Jean-Marie Stephan 2 października 1883 roku.